# Pariz
Pariz (francosko Paris) je glavno mesto in daleč največje mesto Francije. Z ocenjeno populacijo 2.048.472 prebivalcev januarja 2025 na območju več kot 105 km² je Pariz četrto najbolj naseljeno mesto v Evropski uniji in 30. najbolj gosto naseljeno mesto na svetu (2022), medtem ko ima metropolitanski Veliki Pariz (Métropole du Grand Paris) skoraj 7 milijonov ljudi. Pariz je že od 17. stoletja eno največjih svetovnih finančnih diplomatskih, kulturnih, trgovinskih, modnih, gastronomskih in intelektualnih središč. Zaradi svoje vodilne vloge v umetnosti in znanosti ter zelo zgodnjega sistema ulične razsvetljave je v 19. stoletju postalo znano kot »mesto svetlobe«. Tako kot London so ga pred drugo svetovno vojno včasih imenovali tudi prestolnica sveta.
Mesto Pariz je središče regije Île-de-France ali Pariške regije s prebivalstvom, ki je imelo januarja 2023 uradno ocenjeno število prebivalcev 12.271.794, kar predstavlja približno 19 % prebivalstva Francije. Pariška regija je imela leta 2021 nominalni BDP v višini 765 milijard EUR (1,064 bilijona USD po prilagoditvi za PKM), kar je najvišji BDP v Evropski uniji. Po podatkih Economist Intelligence Unit Worldwide Cost of Living Survey je bil Pariz leta 2022 mesto z devetimi najvišjimi življenjskimi stroški na svetu.
Pariz je glavno železniško, cestno in zračno prometno središče, ki ga oskrbujeta dve mednarodni letališči: letališče Charles de Gaulle (drugo najbolj prometno letališče v Evropi) in letališče Orly. Sistem mestne podzemne železnice, pariški metro, odprt leta 1900, dnevno oskrbi 5,23 milijona potnikov; je drugi najbolj obremenjen sistem podzemne železnice v Evropi za moskovskim metrojem. Gare du Nord je 24. najbolj obremenjena železniška postaja na svetu in najbolj obremenjena zunaj Japonske, z 262 milijoni potnikov v letu 2015. Pariz je še posebej znan po svojih muzejih in arhitekturnih znamenitostih: Louvre je leta 2021 sprejel 2,8 milijona obiskovalcev, kljub dolgim zaprtjem muzejev, ki jih je povzročil virus COVID-19. Musée d'Orsay, Musée Marmottan Monet in Musée de l'Orangerie so znani po svojih zbirkah francoske impresionistične umetnosti in druge ustvarjalnosti 19. stoletja. Pompidoujev center, Musée National d'Art Moderne ima največjo zbirko sodobne umetnosti v Evropi. Številni so muzeji, posvečeni posameznikom: Musée Rodin in Musée Picasso, Musée Delacroix, Musée G. Moreau, nekaterim pisateljem, kot je bil Balzac. Zgodovinsko okrožje ob Seni v središču mesta je od leta 1991 uvrščeno na Unescov seznam svetovne dediščine; tamkajšnje priljubljene znamenitosti so stolnica Notre Dame na Île de la Cité, ki je po požaru 15. aprila 2019 zdaj zaprta zaradi obnove. Druge priljubljene turistične znamenitosti so gotska kraljeva kapela Sainte-Chapelle, prav tako na Île de la Cité; Eifflov stolp, (poimenovan po avtorju) zgrajen za Pariško svetovno razstavo leta 1889; Grand Palais in Petit Palais, zgrajena za pariško univerzalno razstavo leta 1900; Slavolok zmage na Elizejskih poljanah in grič Montmartre s svojo umetnostno zgodovino in baziliko Sacré-Coeur.
Pariz gosti več organizacij Združenih narodov, vključno z Unescom, in druge mednarodne organizacije, kot so OECD, Razvojni center OECD, Mednarodni urad za uteži in mere, Mednarodna agencija za energijo, Mednarodna zveza za človekove pravice, skupaj z evropskimi organi, kot je Evropska vesoljska agencija, Evropski bančni organ ali Evropski organ za vrednostne papirje in trge.
Nogometni klub Paris Saint-Germain in ragbi klub Stade Français imata sedež v Parizu. Stade de France z 80.000 sedeži, zgrajen za svetovno prvenstvo v nogometu 1998, je severno od Pariza v sosednji občini Saint-Denis. Pariz vsako leto gosti odprto prvenstvo Francije v tenisu za grand slam na rdeči glini Roland Garros. Mesto je gostilo olimpijske igre leta 1900, 1924 in gosti poletne olimpijske igre 2024. V mestu so potekala tudi Svetovna prvenstva v nogometu 1938 in 1998, Svetovno prvenstvo v ragbiju 2007 ter evropska prvenstva UEFA 1960, 1984 in 2016. Vsako leto julija se kolesarska dirka Tour de France konča na Elizejskih poljanah v Parizu.

## Etimologija
Antični oppidum, ki ustreza sodobnemu mestu Pariz, je sredi 1. st. pr. n. št. prvič omenil Julij Cezar kot Luteciam Parisiorum (Lutecija Parizov), kasneje v 5. st. n. št. pa je izpričan kot Parision, nato leta 1265 kot Pariz. V rimskem obdobju je bil splošno znan kot Lutetia v latinščini in kot Leukotekía v grščini, kar se razlaga bodisi dat izvira iz keltskega korena *lukot- ('miš') bodisi iz *luto- ('močvirje), odvisno od tega, ali je latinska ali grška oblika bližja izvirnemu galskemu imenu.
Ime Pariz izhaja iz njegovih zgodnjih prebivalcev, Parizov (galsko Parisioi), galskega plemena iz železne dobe in rimskega obdobja. O pomenu galskega etnonima ostajajo razprave. Po mnenju Xavierja Delamarra morda izhaja iz keltske korenine pario- ('kotel'). Alfred Holder je ime razlagal kot »ustvarjalci« ali »poveljniki«, tako da ga je primerjal z valižanskim peryffom (gospodar, poveljnik), pri čemer oba verjetno izvirata iz protokeltske oblike, rekonstruirane kot *kwar-is-io-. Druga možnost je Pierre-Yves Lambert, da bi Parisii prevedli kot »ljudje s kopji«, tako da prvi element povežejo s staroirskim carr (kopje), ki izhaja iz prejšnje *kwar-sā. Vsekakor pa ime mesta ni povezano s Parisom iz grške mitologije.
Pariz se pogosto imenuje »mesto svetlobe« (La Ville Lumière), tako zaradi njegove vodilne vloge v dobi razsvetljenstva kot bolj dobesedno, ker je bil Pariz eno prvih velikih evropskih mest, ki je uporabljalo plinsko ulično razsvetljavo. v velikem obsegu na svojih bulvarjih in spomenikih. Plinske luči so bile nameščene na Place du Carrousel, Rue de Rivoli in Place Vendome že leta 1829. Do leta 1857 so bili osvetljeni Grand boulevards. Do leta 1860 je pariške bulvarje in ulice osvetljevalo 56.000 plinskih svetilk.

## Zgodovina

### Izvor
Najzgodnejša arheološka znamenja o stalni naselitvi ozemlja Pariza segajo v čas okoli leta 4200 pred našim štetjem. Parizi, pleme galskih Senonov, znani kot čolnarji in trgovci, so naseljevali ozemlje ob reki Seni od okoli 250 pr. n. št. Rimljani so osvojili ozemlje Pariške kotline leta 52 pr. n. št., s stalno naselitvijo ob koncu tega stoletja na levem bregu Sene, med otokom Île de la Cité in gričem sv. Genovefe (Montagne Sainte-Geneviève). Galo-rimska naselbina Lutetia Parisiorum, kasnejša Lutèce, se je v naslednjih dveh stoletjih precej razširila in postala cvetoče mesto s forumom, palačami, kopališči, templji, gledališči in amfiteatrom. Leta 360 se je preimenovala v Pariz (Paris). Z zlomom Zahodnega rimskega cesarstva in prihodom germanskih plemen v 3. stoletju je mesto začelo propadati in se v začetku 4. stoletja omejilo le še na močno utrjen otok sredi Sene.
Krščanstvo je sredi 3. stoletja našega štetja uvedel sv. Dionizij, prvi pariški škof: po legendi, ko se ni hotel odpovedati svoji veri pred rimskimi okupatorji, so ga obglavili na hribu, ki je postal znan kot Mons Martyrum (latinsko za hrib mučenikov), pozneje Montmartre, od koder je brez glave hodil proti severu mesta; mesto, kjer je padel in bil pokopan, je postalo pomembno versko svetišče, bazilika Saint-Denis, in tam so pokopani številni francoski kralji.
Klodvik I., prvi kralj iz rodbine Merovingov, je mesto od leta 508 postavil za svojo prestolnico. Ko se je začela frankovska prevlada nad Galijo, je prišlo do postopnega priseljevanja Frankov v Pariz in rodila so se pariška narečja. Utrdba Île de la Cité ni uspela preprečiti plenjenja Vikingov leta 845, vendar je bil strateški pomen Pariza – z njegovimi mostovi, ki so preprečevali prehod ladjam – ugotovljen z uspešno obrambo v obleganju Pariza (885–886), za katero je takratni grof Pariza (comte de Paris), Odo iz Francije, bil izvoljen za kralja Zahodne Franovske.
Ob prihodu Karolingov na oblast v 9. stoletju je bil Pariz malo večje oporišče fevdalne grofije. Njeni grofje so se postopno dvignili na vidno mesto in sčasoma pridobili večjo moč od samega kralja Francie occidentalis. Odo, pariški grof je bil izbran za vzhodnofrankovskega kralja namesto Karla Debelega zaradi slovesa, ki ga je pridobil pri obrambi Pariza v času normanskega obleganja 885-886. Leta 987 je bil pariški grof Hugo Capet izbran za francoskega kralja, z njim pa se je začela tudi dinastija Kapetingov, ki je povišala Pariz vse do glavnega mesta Francije.

### Visoki in pozni srednji vek
Konec 12. stoletja je bil Pariz pod Filipom Avgustom obdan z obzidjem, pod njim pa je bila sprejeta tudi ustanovna listina Pariške univerze (1200). V tem času je mesto razvilo prostorsko ureditev, ki je vidna še danes: osrednji otok z vladnimi in cerkvenimi ustanovami, levi breg z visokošolskimi ustanovami, desni breg kot trgovsko središče. Svoj položaj je Pariz izgubil v času stoletne vojne, ko so ga osvojili Burgundijci kot zavezniki Angležev, ponovno pridobil pa ob vrnitvi pod francosko krono v času Karla VII. leta 1437. Pariz je postal močno oporišče Katoliške lige med versko vojno, ki je svoj vrh doživela v šentjernejski noči 1572, leta 1594 pa ga je zasedel francoski kralj Henrik IV. V času državljanske vojne sredi 17. stoletja je morala kraljeva družina ob meščanski vstaji pobegniti v Versailles, ki je leta 1682, pod Ludvikom XIV. postal stalna rezidenca francoskih kraljev.

### 18. in 19. stoletje
Število prebivalcev Pariza se je povečalo s približno 400.000 leta 1640 na 650.000 leta 1780. Nov bulvar, Elizejske poljane, je razširil mesto proti zahodu do Étoila, medtem ko je delavska soseska Faubourg Saint-Antoine na vzhodnem delu mesta vse bolj polna revnih delavcev migrantov iz drugih regij. Francije.
Pariz je bil središče eksplozije filozofske in znanstvene dejavnosti, znane kot doba razsvetljenstva. Denis Diderot in Jean le Rond d'Alembert sta leta 1751 izdala svojo L'Encyclopédie, brata Montgolfier pa sta 21. novembra 1783 iz vrtov Château de la Muette izvedla prvi polet z balonom s posadko. Pariz je bil finančna prestolnica celinske Evrope, primarno evropsko središče knjižnega založništva in mode ter proizvodnje finega pohištva in luksuznega blaga.
Poleti 1789 je Pariz postal središče francoske revolucije. Dne 14. julija je drhal zavzela arzenal v Domu invalidov, pridobila na tisoče orožja in vdrla v Bastiljo, simbol kraljeve oblasti. Prva neodvisna pariška komuna ali mestni svet se je sestal v Hôtel de Ville in 15. julija izvolil župana, astronoma Jeana Sylvaina Baillyja. Ludvik XVI. in kraljeva družina so bili pripeljani v Pariz in bili ujetniki v Tuilerijski palači. Leta 1793, ko je revolucija postajala vse bolj radikalna, so bili kralj, kraljica in župan usmrčeni v vladavini terorja, skupaj z več kot 16.000 drugimi po vsej Franciji. Plemiško in cerkveno premoženje je bilo nacionalizirano, mestne cerkve pa zaprte, prodane ali porušene. Zaporedje revolucionarnih frakcij je vladalo Parizu do 9. novembra 1799 (coup d'état du 18 brumaire), ko je Napoléon Bonaparte prevzel oblast kot prvi konzul.
V obdobjih industrijske revolucije, Drugega cesarstva in Belle Époque je Pariz doživel največji razvoj v svoji zgodovini. Mesto je bilo podvrženo masovni predelavi pod Napoleonom III. in njegovim prefektom Haussmannom, ki je dal zravnati celotna okrožja in ustvariti omrežje širokih avenij in neoklasicističnih pročelij modernega Pariza. Program Haussmannizacije je bil narediti mesto bolj lepo in čisto za njegove prebivalce, kot tudi omogočiti lažje prehajanje konjenice in drugega vojaštva pri zatiranju možnih uporov ali revolucij.
Epidemiji kolere 1832 in 1849 sta precej prizadeli prebivalstvo Pariza; prva je zahtevala 20.000 življenj od takratnih 650.000 prebivalcev. Pariz je bil prav tako močno prizadet med njegovim obleganjem (1870–71), ki je končalo francosko-prusko vojno; v zmedi, povzročeni s padcem vlade Napoleona III., je s pariško komuno bilo požganih več administrativnih središč, medtem ko je bilo 20.000 meščanov pobitih v času bojev med privrženci Komune in vladnimi silami, znanem kot semaine sanglante ('krvavi teden').
Pariz si je hitro opomogel. Konec 19. stoletja je Pariz gostil dve veliki mednarodni razstavi: Svetovna razstava leta 1889, ki je potekala ob stoletnici francoske revolucije in je predstavila nov Eifflov stolp; in Svetovna razstava leta 1900, ki je Parizu dala Pont Alexandre III., Grand Palais, Petit Palais in prvo linijo pariškega metroja. Pariz je postal laboratorij naturalizma (Émile Zola) in simbolizma (Charles Baudelaire in Paul Verlaine) ter impresionizma v umetnosti (Courbet, Manet, Monet, Renoir).

### 20. in 21. stoletje
Med prvo svetovno vojno je bila Parizu ob zavezniški zmagi v prvi bitki na Marni 1914 prizanešena nemška okupacija. V letih 1918-19 je bil prizorišče mirovnih pogajanj. V obdobju med obema vojnama je bil poznan po kulturno-umetniških skupnostih in nočnem življenju. Mesto je postalo zbirališče umetnikov s celega sveta, od izgnanega ruskega skladatelja Stravinskega, španskih slikarjev Picassa in Dalíja do ameriškega pisatelja Hemingwaya. Junija 1940, pet tednov po začetku bitke za Francijo, je Pariz padel v roke nemške okupacijske vojske, ki je ostala v njem vse do njegove osvoboditve v avgustu 1944. Osrednji Pariz je ostal med drugo svetovno vojno skoraj brez poškodb zaradi kulturnega pomena, prav tako se v njem ni nahajal noben od strateških ciljev, ki bi jih napadli zavezniški bombniki. Vojaški poveljnik Pariza nemški general Dietrich von Choltitz med umikom ni ukazal uničiti vseh pariških spomenikov, v nasprotju z ukazom Adolfa Hitlerja, ki je obiskal mesto kmalu po okupaciji leta 1940.

## Geografija
Pariz leži v središču velike Pariške kotline ob reki Seni, ki mesto deli na dva dela. Večji del mesta je zgrajen na desnem bregu, manjši pa na levem, s parkovno urejenim obrežjem Sene in zgodovinskimi mostovi, ki povezujejo oba bregova. Na Seni sta v ožjem jedru mesta dva otoka, manjši Île Saint-Louis in večji Île de la Cité, ki tvori najstarejši predel mesta. Ozemlje Pariza je relativno ravninsko, najnižja točka je na nadmorski višini 28 m, najvišja pa se vzpne na Montmartru na 130 m.
Zadnja večja priključitev obrobnih ozemelj v mesto leta 1860 mu ni dala samo moderne oblike, ampak je ustvarila tudi 20 okrožij (občinskih okrožij), ki se vrtijo v spiralo v smeri urinega kazalca. Z območja leta 1860, ki je obsegalo 78 km², so se meje mesta v 1920-ih rahlo razširile na 86,9 km². V letu 1929 sta bila Parizu priključena parka Boulonjski in Vincenski gozd, s čimer se je njegovo območje povečalo na približno 105 km². Njegova dejanska velikost s predmestji sega precej čez te meje, pri čemer oblikuje nepravilni oval s kraki, ki se širijo vzdolž rek Sene in Marne proti jugovzhodu in vzhodu ter vzdolž rek Sene in Oise proti severozahodu in severu. Za glavnimi predmestji se gostota prebivalstva občutno zniža: mešanica gozdov in kmetijskih površin z omrežjem razpršenih satelitskih mest zaključuje pariško metropolitansko ozemlje, ki je veliko 2300 km².
Merjeno od 'točke nič' pred stolnico Notre-Dame je Pariz po cesti oddaljen 450 kilometrov jugovzhodno od Londona, 287 kilometrov južno od Calaisa, 305 kilometrov jugozahodno od Bruslja, 774 kilometrov severno od Marseilla, 385 kilometrov severovzhodno od Nantesa in 135 kilometrov jugovzhodno od Rouena.

### Podnebje
Pariz ima tipično zahodnoevropsko oceansko podnebje (Köppen: Cfb), na katerega vpliva severnoatlantski tok. Splošno podnebje skozi vse leto je blago in zmerno vlažno. Poletni dnevi so običajno topli in prijetni s povprečnimi temperaturami med 15 in 25 °C in precej sonca. Vsako leto pa je nekaj dni, ko se temperatura dvigne nad 32 °C. Včasih pride do daljših obdobij močnejše vročine, kot je vročinski val leta 2003, ko so temperature več tednov presegale 30 °C, nekatere dni dosegle 40 °C in se ponoči redko ohladijo. Pomlad in jesen imata v povprečju blage dneve in sveže noči, vendar sta spremenljivi in nestabilni. V obeh letnih časih je pogosto presenetljivo toplo ali hladno vreme. Pozimi je sonca malo; dnevi so hladni, noči pa hladne, vendar na splošno nad lediščem z nizkimi temperaturami okoli 3 °C. Vendar so rahle nočne zmrzali precej pogoste, temperatura le redko pade pod –5 °C . Sneg zapade vsako leto, vendar le redko ostane na tleh.
Pariz ima povprečno letno količino padavin 641 mm in doživi rahle padavine, ki so enakomerno porazdeljene skozi vse leto. Vendar je mesto znano po občasnih, nenadnih in močnih nalivih. Najvišja zabeležena temperatura je bila 42,6 °C 25. julija 2019, najnižja pa −23,9 °C 10. decembra 1879.

## Administracija

### Francija
Pariz je glavno mesto Francije in kot tako sedež francoske vlade. Predsednik države ima svojo rezidenco v Elizejski palači (Palais de l'Élysée) v VIII. okrožju, medtem ko ima ministrski predsednik svojo uradno rezidenco v Hôtel Matignon v VII. okrožju Pariza. Vladni ministri so locirani v različnih predelih mesta.
Zgornji dom oz. Senat se nahaja v Luksemburški palači (Palais du Luxembourg) v VI. okrožju, spodnji dom oz. Državni zbor pa v Bourbonski palači (Palais Bourbon) v VII. okrožju. Predsednik Senata ima svojo rezidenco v Petit Luxembourgu poleg Luksemburške palače.

### Pariz
Pariz ima svojo občino od leta 1834, za kratek čas tudi v letih med 1790 in 1795. Pariz je imel ob razdelitvi Francije leta 1790 v času francoske revolucije na občine in ponovno v letu 1834 le polovico sedanje velikosti, leta 1860 pa je s pripojitvijo mejnih občin oblikoval novo administrativno ozemlje dvajsetih mestnih okrožij, ki so spiralno v smeri ure porazdeljena navzven z začetnim I. okrožjem v njegovem središču.
Leta 1790 je Pariz postal prefektura novonastalega departmaja Seine, ki je pokrival precejšen del pariškega ozemlja. V letu 1968 se je departma razdelil na štiri manjše. Sam Pariz je postal samostojen, pri čemer je obdržal številko 75 (prvotno od departmaja Seine), medtem ko so novoustanovljeni departmaji Hauts-de-Seine, Seine-Saint-Denis in Val-de-Marne prejeli številke 92, 93 in 94. Rezultat te porazdelitve je, da se sedanje meje Pariza kot departmaja povsem ujemajo z mejami občine Pariz, kar je edinstven primer v Franciji.

#### Občina – Departma
Vsako okrožje ima neposredno izvoljen svet (conseil d'arrondissement), ki izbira svojega župana. Izbor članov svetov vseh dvajsetih okrožij oblikuje Pariški svet (conseil de Paris), ki ob svojem času izbere pariškega župana.
Čeprav je bil občinski svet obnovljen leta 1834, pa je Pariz preživel večino 19. in 20. stoletja, tudi kot sedež departmaja, pod neposrednim nadzorom od države nastavljenega prefekta kot vodje departmaja, prav tako je bil postavljen od države prefekt policije kot vodja mestne policije. Pariz tako razen krajših obdobij ni imel svojega župana vse do leta 1977, medtem ko se prefekt policije še danes izbira s strani države.
Kljub dvojni vlogi Pariza kot občine in departmaja ima mesto enotni Pariški svet, ki mu predseduje župan Pariza. Svet se zbira enkrat kot občinski (conseil municipal), drugič kot departmajski svet (conseil général), pač odvisno od problema, ki je dan na razpravo.
Sodobna administrativna organizacija Pariza še vedno vsebuje sledi pravosodja nekdanjega departmaja Seine. Tako ima policijska prefektura nadzor nad operacijami, kot so npr. gasilske, tudi nad sosednjimi tremi departmaji, ki so nastali na ozemlju prvotnega – Seine. Pariz nima lastnih policijskih sil, razen brigade prometnih čuvajev.
Zakon št. 2017-257 z dne 28. februarja 2017, ki se nanaša na status Pariza in metropolitansko načrtovanje, predvideva zlasti ustanovitev skupnosti s posebnim statusom 1. januarja 2019, ki združuje občino in departma z imenom "Mesto Pariz" , na katerega se prenašajo dodatna pooblastila s sedeža policije.

#### Regija
Kot del administrativnih naporov za utrjevanje regijskih gospodarstev je leta 1961 Pariz postal glavno mesto nove regije, leta 1976 preimenovane v regijo Île-de-France, ki zaobjema poleg pariškega departmaja še sedem najbližjih departmajev. Prefekt pariškega departmaja je tudi prefekt regije Île-de-France. Njegov urad je po ustanovitvi urada župana Pariza v letu 1977 izgubil precejšen del moči odločanja.

#### Interkomunaliteta
Nekaj sprememb je prišlo tudi na račun obstoja Pariza kot urbanega območja. V nasprotju z večino francoskih glavnih mestnih ozemelj, kot sta Lille in Lyon, na pariškem metropolitanskem ozemlju ni medobčinske zveze oz. sveta, ki bi se ukvarjal s problemi regijskega gosto naseljenega jedra kot celote. Odtujitev Pariza od njegovih predmestij je danes velik problem, od mnogih smatran kot glavni vzrok nemirov, kot so bili predmestni izgredi v letu 2005. Neposredni rezultat teh nemirov so bili predlogi za bolj učinkovito metropolitansko strukturo, ki bi pokrivala tako Pariz kot njegova predmestja, od levičarske ideje ohlapne »metropolitanske konference« do desničarskih idej o bolj strnjenem Velikem Parizu (Grand Paris).

### Métropole du Grand Paris
Métropole du Grand Paris ali preprosto Grand Paris je uradno začela obstajati 1. januarja 2016. Je upravna struktura za sodelovanje med mestom Pariz in njegovimi najbližjimi predmestji. Vključuje mesto Pariz in občine treh departmajev notranjega predmestja (Hauts-de-Seine, Seine-Saint-Denis in Val-de-Marne) ter sedem občin v zunanjih predmestjih, vključno z Argenteuilom v depratmaju Val-d'Oise in Paray-Vieille-Poste v Essonnu, ki sta bila dodana, da so vključili glavni pariški letališči. Metropola pokriva 814 kvadratnih kilometrov in ima 6.945 milijona prebivalcev.
Novo strukturo upravlja Metropolitanski svet, ki šteje 210 članov, ki niso neposredno izvoljeni, temveč jih izberejo sveti občin članic. Do leta 2020 so njegove osnovne pristojnosti vključevale urbanistično načrtovanje, stanovanja in varstvo okolja. Prvi predsednik metropolitanskega sveta Patrick Ollier, republikanec in župan mesta Rueil-Malmaison, je bil izvoljen 22. januarja 2016. Čeprav ima Metropola skoraj sedem milijonov prebivalcev in predstavlja 25 odstotkov BDP, Francije ima zelo majhen proračun: le 65 milijonov evrov v primerjavi z osmimi milijardami evrov za mesto Pariz.

## Demografija
Uradno ocenjeno število prebivalcev mesta Pariz 1. januarja 2022 je bilo  2.165.423 (po podatkih INSEE, uradne francoske statistične agencij), kar pomeni upad za 11.000 ljudi od januarja 2021 in padec za 65.000 v šestih letih. Kljub temu Pariz ostaja najgosteje naseljeno mesto v Evropi, z 252 prebivalci na hektar (brez upoštevanja parkov). Ta padec so deloma pripisali nižji stopnji rodnosti, odhodu prebivalcev srednjega sloja in morebitni izgubi stanovanj v mestu zaradi kratkoročnega oddajanja v turistične namene.
Pariz je po številu prebivalcev četrta največja občina v Evropski uniji, takoj za Berlinom, Madridom in Rimom. Eurostat uvršča Pariz (6,5 milijona ljudi) za Londonom (8 milijonov) in pred Berlinom (3,5 milijona), glede na število prebivalcev leta 2012 v tem(?), kar Eurostat imenuje »osrednja mesta mestne revizije(?)«.
Število prebivalcev Pariza je danes nižje od zgodovinskega vrha 2,9 milijona leta 1921. Glavna razloga sta bila občutno zmanjšanje velikosti gospodinjstev in dramatična migracija prebivalcev v predmestja med letoma 1962 in 1975. Dejavniki migracije so vključevali deindustrializacijo, visoke najemnine, gentrifikacijo številnih notranjih četrti, preoblikovanje življenjskega prostora v pisarne in večje bogastvo med delavskimi družinami.
Po podatkih Eurostata, statistične agencije EU, je bila leta 2012 pariška komuna najgosteje naseljeno mesto v Evropski uniji z 21.616 prebivalci na kvadratni kilometer znotraj meja mesta (statistično območje NUTS-3).

## Urbanizem in arhitektura
Pariz je ena redkih svetovnih prestolnic, ki je le redko doživela uničenje zaradi katastrofe ali vojne. Zaradi tega je celo njegova najzgodnejša zgodovina še vedno vidna na njegovem uličnem zemljevidu, stoletja vladarjev, ki so prestolnici dodajali svoje arhitekturne oznake, pa so povzročila nakopičeno bogastvo z zgodovino bogatih spomenikov in stavb, katerih lepota je igrala veliko vlogo pri slovesu mesta, ki ga ima danes. Ob svojem nastanku, pred srednjim vekom, je bilo mesto sestavljeno iz več otokov in peščenih bregov v okljuku Sene; od teh sta danes ostala dva: Île Saint-Louis in Île de la Cité. Tretji je leta 1827 umetno ustvarjen Île aux Cygnes.
Sodobni Pariz dolguje velik del svojega mestnega načrta in arhitekturne harmonije Napoleonu III. in njegovemu prefektu, baronu Haussmannu. Med letoma 1853 in 1870 so prezidali mestno jedro, ustvarili široke bulvarje v središču mesta in trge, kjer so se bulvarji križali, vsilili standardne fasade vzdolž bulvarjev in zahtevali, da so fasade zgrajene iz značilnega kremno sivega pariškega kamna. Zgradili so tudi glavne parke okoli mestnega središča. Zaradi številnega prebivalstva mestnega središča se to precej razlikuje od večine drugih večjih zahodnih mest.
Pariški zakoni o urbanizmu so bili pod strogim nadzorom od zgodnjega 17. stoletja, zlasti kar zadeva poravnavo pročelja ulice, višino in razporeditev stavb. V nedavnih dogodkih je bila omejitev višine stavb iz leta 1974–2010 s 37 metrov dvignjena na 50 m v osrednjih območjih in 180 metrov v nekaterih perifernih četrtih Pariza, vendar za nekatere bolj osrednje četrti, tudi starejši zakoni o višini stavb še vedno ostajajo v veljavi. 210 metrov visok Tour Montparnasse je bil tako v Parizu kot v Franciji najvišja stavba od leta 1973,  zdaj od izgradnje leta 2011 ta rekord drži stolp Tour First v četrti La Défense v Courbevoieju.
Pariški primeri zgodovinskih arhitekturnih slogov segajo več kot tisočletje nazaj, vključno z romansko cerkvijo samostana Saint-Germain-des-Prés (1014–1163), zgodnjo gotsko arhitekturo bazilike Saint-Denis (1144), stolnice Notre Dame (1163–1345), flamboyant (plamenaste) gotike Sainte-Chapelle (1239–1248), baročne cerkve Saint-Paul-Saint-Louis (1627–1641) in Les Invalides (1670–1708). 19. stoletje je ustvarilo neoklasicistično cerkev La Madeleine (1808–1842), Palača Garnier, ki je služila kot operna hiša (1875), neo-bizantinsko baziliko Sacré-Cœur (1875–1919), pa tudi razkošno Belle Époque modernizem Eifflovega stolpa (1889). Osupljivi primeri arhitekture 20. stoletja so Pompidoujev center Richarda Rogersa in Renza Piana (1977), Cité des Sciences et de l'Industrie različnih arhitektov (1986), Arabski svetovni inštitut Jeana Nouvela (1987), Louvrska piramida I. M. Peija (1989) in Opéra Bastille Carlosa Otta (1989). Sodobna arhitektura vključuje Musée du quai Branly – Jacques Chirac Jeana Nouvela (2006), muzej sodobne umetnosti fundacije Louis Vuitton Franka Gehryja (2014) [143] in novo Tribunal de grande instance de Paris Renza Piana (2018). ).

## Mestne znamenitosti
Najbolj obiskana kulturna znamenitost mesta v letu 2019 je bila bazilika Sacré-Cœur (11 milijonov obiskovalcev), vendar tam ni vstopnine. Sledi Louvre (9,6 milijona obiskovalcev); Eifflov stolp (6,1 milijona obiskovalcev); Center Pompidou  (3,5 milijona obiskovalcev) in Musée d'Orsay (3,3 milijona obiskovalcev). Na obrobju je največ obiska v Disneylandu, okoli 10 milijonov. 
Središče Pariza ima večino najbolj obiskanih spomenikov v mestu, vključno s stolnico Notre Dame (zdaj zaprto zaradi obnove) in Louvrom ter Sainte-Chapelle. Palača Les Invalides, kjer je Napoleonova grobnica in muzej ter Eifflov stolp, Muzej Orsay in Rodinov muzej so na levem bregu ob ali jugozahodno od centra. Panteon in pariške katakombe se prav tako nahajajo na levem bregu Sene. Bregovi Sene od Pont de Sully zahodno do Pont d'Iéna so od leta 1991 uvrščeni na Unescov seznam svetovne dediščine.
Druge znamenitosti so razporejene od vzhoda proti zahodu vzdolž zgodovinske osi Pariza, ki poteka od Louvra prek Tuilerij (francosko: Jardin des Tuileries), Luksorskega stebra na Place de la Concorde in Slavoloka zmage do Grande Arche de La Défense. Več drugih zelo obiskanih znamenitosti je v predmestju mesta; Stolnica sv. Dionizija, Saint-Denis je rojstni kraj gotskega sloga arhitekture in kraljeva nekropola francoskih kraljev in kraljic. Pariška regija gosti tri druga območja Unescove dediščine kot je: Versajska palača na zahodu, Palača Fontainebleau na jugu in srednjeveško trga Provins na vzhodu. V pariški regiji je pariški Disneyland v kraju Marne-la-Vallée, 32 kilometrov vzhodno od središča Pariza, leta 2017 sprejel 9,66 milijona obiskovalcev.
Zgodovinsko os predstavlja vrsta spomenikov, ki se vrstijo v dokaj ravni črti od središča mesta proti zahodu. Začenja se z Louvrom, nadaljuje pa skozi Tuilerije, Elizejske poljane do Slavoloka zmage na Trgu Étoile. Od 60. let 20. stoletja je črta podaljšana še bolj na zahod vse do gospodarskega središča Pariza La Défensa, v katerem dominira Grande Arche de la Défense. V tem okrožju se nahaja večina najvišjih pariških zgradb.

## Kultura

### Slike in kipi
Pariz že stoletja privablja umetnike z vsega sveta, ki prihajajo v mesto, da bi se izobraževali in iskali navdih v njegovem ogromnem naboru umetniških virov in galerij. Zaradi tega je Pariz pridobil sloves »mesta umetnosti«. Italijanski umetniki so močno vplivali na razvoj umetnosti v Parizu v 16. in 17. stoletju, zlasti v kiparstvu in reliefih. Slikarstvo in kiparstvo sta postala ponos francoske monarhije in francoska kraljeva družina je naročila številnim pariškim umetnikom, da okrasijo palače v obdobju francoskega baroka in klasicizma. Kiparji, kot so Girardon, Coysevox in Coustou, so si pridobili sloves najboljših umetnikov na kraljevem dvoru v Franciji 17. stoletja. Pierre Mignard je v tem obdobju postal prvi slikar kralja Ludvika XIV, dokler ga ni zamenjal Le Brun. Leta 1648 je bila ustanovljena Académie royale de peinture et de sculpture (Kraljeva akademija za slikarstvo in kiparstvo), da bi se prilagodila dramatičnemu zanimanju za umetnost v prestolnici. Ta je služila kot najvišja francoska umetniška šola do leta 1793.
Pariz je bil v svojem umetniškem razcvetu v 19. stoletju in zgodnjem 20. stoletju, ko je imel v mestu ustanovljeno kolonijo umetnikov in tri zaporedne umetniške šole imenovane Ecole de Paris. Nekatere so bile povezane z najboljšimi slikarji časa: Henri de Toulouse-Lautrec, Édouard Manet, Claude Monet, Berthe Morisot, Paul Gauguin, Pierre-Auguste Renoir in drugi. Francoska revolucija ter politične in družbene spremembe v Franciji so močno vplivale na umetnost v prestolnici. Pariz je bil osrednjega pomena za razvoj romantike v umetnosti s slikarji, kot je bil T. Géricault in znameniti E. Delacroix.[229] Impresionizem, Art nouveau, simbolizem, fovizem, kubizem in Art déco so se razvili v Parizu. V poznem 19. stoletju so se številni umetniki v francoskih provincah in po svetu zgrinjali v Pariz, da bi razstavljali svoja dela na številnih salonih in razstavah ter si ustvarili ime. Umetniki, kot so Pablo Picasso, Henri Matisse, Vincent van Gogh, Paul Cézanne, Maurice Utrillo, Henri Rousseau, Marc Chagall, Amedeo Modigliani in številni drugi, so se povezali s Parizom. Picasso, ki je živel v Le Bateau-Lavoir na Montmartru, je med letoma 1905 in 1907 naslikal svoji znameniti La Famille de Saltimbanques in Les Demoiselles d'Avignon. Montmartre in Montparnasse sta postala središči umetniške produkcije.
Najprestižnejša imena francoskih in tujih kiparjev, ki so si ustvarili ugled v Parizu v moderni dobi, so Auguste Rodin, njegova učenka Camille Claudel, Antoine Bourdelle, Aristide Maillol, Medardo Rosso, Frédéric Auguste Bartholdi (Kip svobode – Svoboda, ki razsvetljuje svet), Paul Landowski (kip Kristusa Odrešenika v Riu de Janeiru) in letošnji Unescov nagrajenec, Romun Constantin Brancusi. Skupaj z A. Giacomettijem in nekaterimi drugimi je nadgradil Zlato doba Pariške šole.

### Muzeji
Louvre je leta 2021 sprejel 2,8 milijona obiskovalcev, v primerjavi z 2,7 milijona leta 2020. drži mesto prvega med najbolj obiskanimi muzeji. Njegovi zakladi so Mona Lisa (La Joconde), kip Miloška Venera in Svoboda, ki vodi ljudstvo. Drugi najbolj obiskan muzej v mestu leta 2021 z 1,5 milijona obiskovalcev je bil Pompidoujev center, znan tudi kot Beaubourg, v katerem je Musée National d'Art Moderne. Tretji najbolj obiskan muzej v Parizu leta 2021 je bil Narodni muzej naravoslovja z 1,4 milijona obiskovalcev. Znan je po artefaktih dinozavrov, zbirkah mineralov in galeriji evolucije. Sledil mu je Musée d'Orsay z umetnostjo 19. stoletja, vključno s francoskimi impresionisti, ki je imel milijon obiskovalcev. Pariz gosti enega največjih znanstvenih muzejev v Evropi Cité des sciences et de l'industrie (984.000 obiskovalcev leta 2020). Drugi najbolj obiskani pariški muzeji v letu 2021 so bili Fondation Louis Vuitton (691.000), Musée du Quai Branly – Jacques Chirac, ki predstavlja avtohtono umetnost in kulture Afrike, Azije, Oceanije in obeh Amerik. (616.000); Musée Carnavalet (Zgodovina Pariza) (606.000) in Petit Palais, muzej umetnosti mesta Pariz (518.000).
Musée de l'Orangerie, blizu Louvra in Orsaya, prav tako razstavlja impresioniste in postimpresioniste, vključno z velikimi stenskimi poslikavami Claudea Moneta z vodnimi lilijami. Musée national du Moyen Âge ali muzej Cluny predstavlja srednjeveško umetnost, vključno s slavnim ciklom tapiserij Gospa in samorog in s starimi kipi s pročelja stolnice. Muzej Guimet ali Musée national des arts asiatiques ima eno največjih zbirk azijske umetnosti v Evropi. Obstajajo tudi pomembni muzeji, posvečeni posameznim umetnikom, vključno z Musée Picasso, Musée Rodin in Musée national Eugène Delacroix.
Vojaško zgodovino Francije, od srednjega veka do druge svetovne vojne, nazorno predstavljajo razstave v Musée de l'Armée v Les Invalides, blizu Napoleonove grobnice. Poleg nacionalnih muzejev, ki jih vodi ministrstvo za kulturo, mesto Pariz upravlja 14 muzejev, vključno z muzejem Carnavalet o zgodovini Pariza, Musée d'Art Moderne de la Ville de Paris, Palais de Tokyo, Hišo Victorja Hugoja, Balzacovo hišo in pariške katakombe.[236] Obstajajo tudi pomembni zasebni muzeji, kot sta Muzej Jacquemart-André in Muzej sodobne umetnosti fundacije Louis Vuitton, ki ga je zasnoval arhitekt Frank Gehry in je bil odprt oktobra 2014 v Bulonjskem gozdu (Bois de Boulogne).

### Gledališča
Največji pariški operni hiši sta Palača Garnier iz 19. stoletja (zgodovinska pariška Opéra) in moderna Opéra Bastille; prva se nagiba k bolj klasičnim baletom in operam, druga pa ponuja mešani repertoar klasičnega in modernega. Sredi 19. stoletja so bile še tri aktivne in konkurenčne operne hiše: Opéra-Comique (ki še vedno obstaja), Théâtre-Italien in Théâtre Lyrique (ki je v sodobnem času spremenila profil in ime v Théâtre de la Ville). Pariška filharmonija, sodobna simfonična koncertna dvorana v Parizu, je bila odprta januarja 2015. Druga glasbena znamenitost je Théâtre des Champs-Élysées, kjer so bile leta 1913 prve izvedbe Djagiljevega Ballets Russes.
Gledališče je tradicionalno zavzemalo veliko mesto v pariški kulturi in mnogi njegovi danes najbolj priljubljeni igralci so tudi zvezde francoske televizije. Najstarejše in najbolj znano pariško gledališče je Comédie-Française, ustanovljeno leta 1680. Vodi ga francoska vlada in uprizarja večinoma francoske klasike v Salle Richelieu v Palais-Royal na 2 rue de Richelieu, severno od Louvra. Druga znana gledališča so Odéon-Théâtre de l'Europe, severno od Luksemburških vrtov, ki je tudi državna ustanova in gledališka znamenitost; Théâtre Mogador in Théâtre de la Gaîté-Montparnasse.
Glasbena dvorana in kabaret sta znani pariški ustanovi. Moulin Rouge je bil odprt leta 1889. Bil je zelo viden zaradi velike rdeče imitacije mlina na veter, krakov vetrnice na strehi. Postal je rojstni kraj plesa, znanega kot francoski kankan. Pomagal je zasloveti pevkama Jeanne Florentine Bourgeois z nadimkom Mistinguett in Édith Piaf. SlikarjToulouse-Lautrec je risal litografije za plakate za prizorišče. Leta 1911 je plesna dvorana Olympia Paris izumila veliko stopnišče kot poravnavo za svoje predstave in tekmovala s svojim velikim tekmecem, Folies Bergère. Med njegovimi zvezdami v 1920-ih je bila ameriška pevka in plesalka Josephine Baker. Kasneje je Olympia Paris predstavila Dalida, Edith Piaf, Marlene Dietrich, Milesa Davisa, Judy Garland in Grateful Dead ter celo Terezo Kesovijo.
Casino de Paris je predstavil številne znane francoske pevce, med njimi Mauricea Chevalierja in Tina Rossija. Druge znane pariške glasbene dvorane so Le Lido na Elizejskih poljanah, odprt leta 1946; in Crazy Horse Saloon, ki prikazuje striptiz, ples in čarovnijo, je bil odprt leta 1951. V Parizu danes obstaja pol ducata glasbenih dvoran, ki jih obiskujejo večinoma obiskovalci mesta. 

## Parki in vrtovi
Pariz ima danes več kot 421 občinskih parkov in vrtov, ki pokrivajo več kot 3000 hektarjev in v njih raste več kot 250.000 dreves. Dva izmed najstarejših in najbolj znanih pariških vrtov sta Tuilerije (ustvarjen leta 1564 za Tuilerijsko palačo, ki ga je predelal André le Notre med letoma 1664 in 1672) in Luksemburški vrt za Luksemburško palačo, zgrajen za Marijo Medičejsko leta 1612, kjer je danes sedež senata. Jardin des plantes je bil prvi botanični vrt v Parizu, ki ga je leta 1626 ustanovil zdravnik Ludvika XIII. Guy de La Brosse za gojenje zdravilnih rastlin.
Med letoma 1853 in 1870 sta cesar Napoleon III. in prvi direktor mestnih parkov in vrtov Jean-Charles Adolphe Alphand ustvarila Bois de Boulogne, Bois de Vincennes, Parc Montsouris in Parc des Buttes-Chaumont, ki so na štirih točkah neba po mestu, pa tudi številne manjše parke, trge in vrtove v pariških četrtih. Od leta 1977 je mesto ustvarilo 166 novih parkov, predvsem Parc de la Villette (1987), Parc André Citroën (1992), Parc de Bercy (1997) in Parc Clichy-Batignolles (2007). Eden najnovejših parkov, Promenade des Berges de la Seine (2013), zgrajen na nekdanji avtocesti na levem bregu Sene med Pont de l'Alma in Musée d'Orsay, ima plavajoče vrtove in ponuja razgled na mestne znamenitosti.

## Izobraževanje
Pariz je dom prestižnih univerz na področju znanosti in tehnologije (École polytechnique, Université Paris Cité, Univerza Pariz-Saclay, Univerza Sorbonne), politologije (Sciences Po), managementa (HEC Paris, ESSEC Business School, ESCP Business School, INSEAD) in tudi različne discipline (Univerza PSL).

## Šport
Pariz je gostil druge olimpijske igre moderne dobe in po tistem še poletne igre leta 1924. Pariz bo gostil tudi olimpijske igre 2024 in tako postal eno redkih mest, ki so olimpijske igre gostila trikrat. Predmestje Saint-Denis je leta 2003 gostilo Svetovno prvenstvo v atletiki. Med letoma 1939 in 1952 je devetkrat potekala avtomobilska dirka za Veliko nagrado Pariza, od tega petkrat v samem mestu.
Paris Saint-Germain FC z matičnim stadionom Parc des Princes v 16. okrožju je eden najuspešnejših francoskih nogometnih klubov. Njihov stadion je bil v letih 1938, 1998 in 2016 tudi eno od prizorišč Svetovnega prvenstva v nogometu.

## Mednarodne povezave

### Pobrateno mesto
Od 9. aprila 1956 je Pariz izključno in vzajemno pobraten samo z enim mestom:
- Rim, 1956

»Seule Paris est digne de Rome; seule Rome est digne de Paris«
»Solo Parigi è degna di Roma; Solo Roma è degna di Parigi« 
»Le Pariz je vreden Rima; le Rim je vreden Pariza«.

#### Partnerska mesta
Pariz ima sporazume o prijateljstvu in sodelovanju z naslednjimi mesti:
- Alžir, 2003
- Aman, 1987
- Amsterdam, 2013
- Atene, 2000
- Bejrut, 1992
- Berlin, 1987
- Brazzaville, 2015
- Buenos Aires, 1999
- Carigrad, 2009
- Casablanca, 2004
- Chicago, 1996
- Ciudad de Mexico, 1999
- Dakar, 2011
- Doha, 2010
- Džakarta, 1995
- Erevan, 1998
- Jeriho, 2009
- Kairo, 1985
- Kinšasa, 2014
- Kjoto, 1958
- København, 2005
- Lizbona, 1998
- London, 2001
- Madrid, 2000
- Montevideo, 2013
- Montreal, 2006
- Moskva, 1992
- Peking, 1997
- Phnom Penh, 2007
- Porto Alegre, 2001
- Praga, 1997
- Québec, 1996
- Rabat, 2004
- Ramala, 2011
- Rijad, 1997
- Rio de Janeiro, 2009
- San Francisco, 1996
- Sana, 1987
- Sankt Peterburg, 1997
- Santiago de Chile, 1997
- São Paulo, 2004
- Seul, 1991
- Sofija, 1998
- Sydney, 1998
- Tbilisi, 1997
- Tel Aviv, 2010
- Tokio, 1982
- Tunis, 2004
- Varšava, 1999
- Washington, D.C., 2000
- Ženeva, 2002